# Dambrug
Ved dambrug forstås det kunstige fiskeopdræt, hvor arbejdet er rettet mod   en omhyggelig udnyttelse af de naturlige forhold. Ved en forbedring af disse  befordres nyttefiskenes trivsel,  og alt lægges  til rette så der opnås så stort økonomisk udbytte som muligt. Fiskene bliver en slags husdyr, hvis føde, forplantning og så videre kontrolleres af mennesket. Stedet kaldtes tidligere også fiskepark, fiskeri- eller damanlæg. Der er ca. 145 ferskvandsdambrug i Danmark, alle i Jylland, og i 2022 producerede de tilsammen ca. 20.000 tons fisk, primært regnbueørreder 
En skarp grænse mellem dambrug og frivandsfiskeri vil ikke altid kunne drages, men næsten altid kan det fiskevand, i hvilket der drives dambrug, praktisk talt tømmes helt for fisk, hvad enten det sker ved tørlægning eller på anden vis. I sin simpleste form findes en sådan fiskedam, hvor der ved afspærring af et lille vandløb frembringes en dam, som ved senere nedbrydning af afspærringen tørlægges (kendt fra blandt andet grønlændernes ørredfangst), men det er først, når der hertil kommer fodring af fisken og lignende, at man kan tale om egentligt dambrug.

## Historie
Dambrugets oprindelse taber sig i den fjerne fortid. I 1227 omtales fiskedamme i Mähren. I Danmark blev karpen (og med den dambruget) rimeligvis indført noget ind i 16. århundrede - næppe allerede i klostertiden. Omkring 1600 var karpe-dambrug i fuld blomstring i Danmark, men det forfaldt senere, og den nordsjællandske karpeavl nedlagdes omkring midten af 19. århundrede. Først i århundredets slutning fik karpeavlen igen betydning i Danmark, men nu til forsyning af udenlandske markeder. Mens Danmark til da næsten udelukkende havde arbejdet med karper, optog det i sidste fjerdedel af det 19. århundrede også opdrættet af ørreder, der hidtil kun havde spillet en ringe rolle som dambrugsfisk, men hvis kunstige befrugtning og klækning (væsentlig kun til udsætning af yngel i frie vande) man allerede havde drevet siden midten af det 18. århundrede. I Danmark oprettedes den første egentlige klækkeanstalt for ørredrogn i Viborg 1865, mens de første ørreddamme anlagdes på Kolding-egnen i 1889. Blandt de ørredavlende lande hævder Danmark i tiden omkring 1. verdenskrig en fremskudt plads, hvor imod karpeavlen var langt mere udviklet i Mellemeuropa, særlig i Østrig.

## Indretning
Da dammene i et dambrug helst skal kunne tømmes, dannes de som regel ved kunstig opstemning af vandet, idet tømning ved udpumpning sjælden bruges. På een eller flere sider omgives da fiskedammen af dæmninger. Disse må være solide nok til at tåle vandtrykket og må være vandtætte. Hvis jordbunden er sandet, graves på dæmningens plads først en grøft, i hvilken stampes ler, lige som dæmningens kerne dannes af ler. Dæmningernes sider må helst være græsklædte og ikke være stejlere end ca. 50°. Også dambunden må være nogenlunde vandtæt. Fra dens laveste sted fører et rør vandret eller svagt skrånende ud gennem dæmningen. Dette tapperør er til daglig lukket, mens det overflødige vand løber ud af dammen gennem et med rist forsynet overskyl i dæmningens krone. Hyppigst er dog dette daglige udløb sat i forbindelse med tapperøret ved hjælp af en "munk", der må have tilstrækkeligt vandslug til at kunne tage alt det overskydende vand.
Simplest er forholdet, hvor dammen er dannet, ved at man med en tværdæmning har spærret en dal af. Må dammen ikke få alt det gennem dalen strømmende vand, kan en del af det ledes uden om den gennem et omløb; til afpasning af den tilstrømmende vandmængde kan da indløbet indrettes som en tud med indstilleligt skot: skydes dette helt i, går alt vandet gennem omløbet, og dammen kan nu tømmes.
Anlægges flere damme, kan disse ligge neden for hinanden, så at afløbet fra den første dam danner tilløbet til den næste, men tillader forholdene det, foretrækker man at lægge dammene "parallelt", så at hver dam får sit særlige tilløb og afløb. Dette opnås ved at stemme for vandløbet og lede dets vand helt eller delvis ind i en fødekanal, som løber hen langs alle dammene, og fra hvilken hver af dem får sit tilløb. Da dammens afløb sker til vandløbet neden for stemmeværket (bagvandet), får vandet det nødvendige fald til at strømme gennem dammene. Selvfølgelig kan det samme opnås ved at tage tilløbene umiddelbart fra vandløbet oven for opstemningen, mens afløbene samles i en kanal (bagløbet), som fører til vandløbet neden for opstemningen.

## Fiskeavlen
Danske dambrug har traditionelt tilhørt to typer: karpe-dambrug og ørred-dambrug. De stiller hver sine krav.
Karpedammene skal have varmt, roligt vand med rigelig "naturnæring", og med stor plads til fiskene. Karpedammene er derfor som oftest nedbørsdamme, eller de får kun en ringe mængde tilløbende (helst forvarmet) vand, tilstrækkeligt til at dække fordampningen. Vandets varmegrad svinger stærkt, men må helst stige til over 20 °C. Læ er ønskelig, men skygge hør undgås. Iltfornyelsen foregår særlig gennem undervandsplanternes kulsyreassimilation. Karpedammen dannes ofte ved simpel opstemning i landskabets naturlige terræn. Størsteparten bør være lavvandet (mindre end 1 m dyb), den kan være meget stor (mange ha), og undertiden kan den ikke helt lægges tør. For at samle karperne, når dammen tømmes, graver man ledegrøfter, der fra dammens fjernere dele fører hen til en fiskegrube foran "munken". Til et fuldstændigt karpe-dambrug hører dog flere forskelligartede damme, idet de her skildrede damme hverken egner sig til legedamme eller til overvintringsdamme.
Ørreddammene skal have køligt, strømmende, iltrigt vand, men er gennemstrømningen stærk, behøver fiskene kun ringe plads, og naturnæring er ingen nødvendighed for dem. Ørreddammene får derfor bedst vand fra kølige vandløb, og deres vandindhold bør fornyes i løbet af et døgn. Vandets varmegrad bør aldrig stige over c. 18 °C. Iltfornyelsen sker hovedsagelig med det tilstrømmende vand. Dammene må gerne have en skyggefuld, men for blæst udsat beliggenhed. Ørreddammene er hyppigst rektangulære og ret små (fx 35 x 7 m) med en dybde af 1-2 m ved "munken"; i det væsentlige er de alle ens: de er oftest udgravede med smalle, mellemstående dæmninger, og da de for gennemstrømningens skyld skal have stærkt fald, lægges de som regel, hvor der fra gammel tid haves stemmeværk ved vandløbene (vandmøller).
Hvor naturnæringen som i ørreddammene spiller en underordnet rolle, foretrækker man at lægge dammene på den næringsfattige, men sunde sand- eller stenbund; tørvebund er ligeledes næringsfattig, men tillige usund. Ler og muldjord giver frugtbare og håndterlige damme og er det bedste til karpedamme. Dyndbund er ret frugtbar, men volder besvær ved udfiskningen.
Vandet kan indeholde stoffer (fx jern, humussyre), der gør det mindre egnet til fiskeopdræt. Vældvand kan være så iltfattigt, at det uden forudgående gennemluftning virker kvælende på fiskene.

## Hjælpemidler
Dels for at hindre rovfisk i at slippe ind i dammene, dels for at sprede tilløbsvandet og derved ilte det, lader man det ofte passere en "skumkasse", det vil sige en åben kasse med en stor gitterflade i bunden. Den tidligere omtalte "munk" består for neden af udløbsrøret, som inde i dammen står i forbindelse med et lodret eller skråt stillet rør (damrøret); dette sidste er firkantet, men kun de 3 sider består af sammentømrede fjæl, idet den fjerde dannes af stemmebrædder (skodder) på ca. 15 cm’s højde, som passer i en fals og er skudt ned oven på hinanden. Det vand, der skal ud af dammen, må løbe over kanten på det øverste skod for at slippe ned i munken. Ved at øge eller mindske skoddernes antal spænder eller tapper man dammen. Til munken hører endnu en rist, som sættes i en fals foran skodderne, og som hindrer fiskene i at undvige. Ved udfiskningen lukkes tilløbet, og skodderne optages efterhånden af munken, først den øverste, så den næste og så videre; ved ørreddamme fjernes også risten, og for enden af udløbsrøret ude i bagløbet anbringes en udfiskningskasse med gennemhullede vægge, der lader vandet strømme ud, mens fiskene tilbageholdes. Ved karpedammene fjernes risten som regel ikke, men fiskene tages i fiskegruben foran munken.
Skal fiskene sorteres, lægges de på et sorterbord med ophøjet kant og med åbninger i hjørnerne, gennem hvilke fiskene stryges ned i de neden under stående kar, eller man anvender sortermaskiner med gennemstrømmende vand, mod hvilket fiskene søger, så at de sorterer sig selv ved at gå gennem gitre af forskellig finhed.
Skal fisken forsendes levende, køres den gerne til jernbanestationen i vogne med kasseformet vandbeholder og pumpe for der efter at læsses i særlig indrettede jernbanevogne med bassiner og motorpumpe.
Større damme, der vil gro til, kan renses for vandplanter, fx ved hjælp af en vand-ukrudtskærer: et langt, smalt savblad, belæsset med vægte og med et håndtag i hver ende. Apparatet betjenes fra to både eller fra bredderne. Ønsker man tværtimod skygge i en del af dammen, kan man danne et skyggebed, fx af vandkarse mellem flydende lægter.
Til beskyttelse mod fiskende fugle kan et tilty af nedrammede pæle med brædder over gøre gavn.

## Betydning
Antagelig fandtes der i Danmark omkring 1. verdenskrig ca. 300 ørred-damme, særlig i det sydlige Nørrejylland, med et samlet vandareal af over 200 ha og med godt 3.000 damme og godt 100 klækkeanstalter. Af større karpe-damme fandtes kun en halv snes stykker, hvoraf de fleste på Sjælland. Eksporten blev anslået til ca. 25.000 kg karper, ca. 2.000 kg suder og ca. 100.000 kg ørred samt en betydelig mængde ørredrogn.

## Eksterne kilder og henvisninger
1. ↑  Ferskvandsdambrug Arkiveret 1. september 2013 hos  Wayback Machine på Miljøstyrelsens websted